# Canal de Patna
El canal de Patna és un canal de reg al districte de Patna a Bihar, al sistema del riu Son. Surt del Canal Principal Oriental al districte de Gaya prop de Barum on el Son reparteix les aigües entre el Canal Principal Oriental i el Canal Principal Occidental. El canal de Patna està pensat per regar les terres a l'est del Son. Té uns 127 km dels quals menys de la meitat són dins el districte de Patna,; rega una àrea d'almenys 2000 km² mercès a canals distributaris. El curs inicial és paral·lel al Son, però després se separa cap a l'est seguint un antic canal del riu i va a trobar al Ganges a Digha (entre Bankipur i Dinapur). Fou inaugurat el 1877.